# Collevecchio
Collevecchio – miejscowość i gmina we Włoszech, w regionie Lacjum, w prowincji Rieti.
Według danych na rok 2004 gminę zamieszkiwało 1480 osób, 54,8 os./km².